# Сінийджу
Сінийджу́, Сінийчжу — місто в КНДР на річці Амноккан (Ялуцзян), адміністративний центр провінції Північної Пхьонан. Населення 352 000 осіб (2006).

## Клімат
Місто розташоване у зоні, яка характеризується вологим континентальним кліматом зі спекотним літом. Найтепліший місяць — липень із середньою температурою 22,8 °C (73 °F). Найхолодніший місяць — січень, із середньою температурою -8,3 °С (17 °F).
| Клімат Сінийджу         | Клімат Сінийджу | Клімат Сінийджу | Клімат Сінийджу | Клімат Сінийджу | Клімат Сінийджу | Клімат Сінийджу | Клімат Сінийджу | Клімат Сінийджу | Клімат Сінийджу | Клімат Сінийджу | Клімат Сінийджу | Клімат Сінийджу | Клімат Сінийджу |
| Показник                | Січ.            | Лют.            | Бер.            | Квіт.           | Трав.           | Черв.           | Лип.            | Серп.           | Вер.            | Жовт.           | Лист.           | Груд.           | Рік             |
| Середній максимум, °C   | −3              | 0               | 6               | 14              | 20              | 23              | 26              | 27              | 23              | 16              | 7               | 0               | 13              |
| Середня температура, °C | −8              | −5              | 1               | 8               | 14              | 19              | 23              | 23              | 18              | 11              | 2               | −5              | 8               |
| Середній мінімум, °C    | −12             | −9              | −2              | 3               | 9               | 15              | 20              | 19              | 13              | 6               | −1              | −8              | 4               |
| Норма опадів, мм        | 10              | 11              | 22              | 44              | 72              | 98              | 288             | 248             | 115             | 56              | 34              | 12              | 1009            |
| ----------------------- | --------------- | --------------- | --------------- | --------------- | --------------- | --------------- | --------------- | --------------- | --------------- | --------------- | --------------- | --------------- | --------------- |
| Джерело: Weatherbase    |                 |                 |                 |                 |                 |                 |                 |                 |                 |                 |                 |                 |                 |

## Економіка
Транспортний вузол; морський порт в Західнокорейській затоці Жовтого моря, великий центр легкої промисловості (текстильна, взуттєва, швейні, парфумерні підприємства). Машинобудування, хімічна (штучні волокна, пластмаси та інше), лісопильна й целюлозно-паперова промисловість, виробництво будівельних матеріалів; завод емальованого посуду. Поблизу міста розташовані Наквонський і Пукчунський заводи важкого машинобудування.
Сінийджу та Даньдун з'єднує залізнично-автомобільний «міст дружби». Через нього проходить 70-80 % всього товаропотоку між КНР та КНДР. 